# شیخ حسن جلایر
تاج الدين حسن بن امير حسين گوركان جلايرى ملقب به شیخ حسن بزرگ (درگذشته ۱۳۵۶ میلادی) پایه‌گذار دودمان جلایریان در ایران و عراق امروزی در سال ۱۳۳۶ میلادی بود. حسن جلایر یا حسن الجطایی اولین فرمانروا از چندین فرمانروای مستقل جلایری در عراق و مرکز ایران بود.

## سال های نخست زندگی
او فرزند امیرحسین جلایر و اولجتی خاتون دختر ارغون خان بود. خواهرش سویورغتمیش خاتون با اولجایتو خان ازدواج کرده بود. او احتمالاً در زمان فرمانداری اران (حدود 1312)  و خراسان (حدود 1322) با پدرش زندگی می کرد. حسن بزرگ در سال 1323 با بغداد خاتون دختر امیر چوپان ازدواج کرد. چوپان تأثیرگذارترین فرد دربار ابوسعید بهادر بود. با این حال، ایلخان به زودی شیفته بغداد خاتون شد و به دنبال طلاق او از حسن بزرگ بود. چوپان آن دو را به قره باغ فرستاد تا بغداد خاتون را از ذهن ابوسعید خلاص کند، اما این تلاش ناکام ماند و بغداد خاتون مجبور به ازدواج با ایلخان شد. پس از قتل چوپان در سال 1327، بغداد خاتون و وزیر اعظم غیاث الدین بن راشد الدین برای نفوذ بر ابوسعید با هم رقابت کردند. غیاث الدین شایعه کرد که بغداد خاتون و حسن بزرگ در حال توطئه علیه ایلخان هستند. حسن بزرگ در سال 1331 دستگیر شد. مادرش اولجتی، ایلخان را متقاعد کرد که جان او را ببخشد و به جای او در قلعه کماه زندانی شد. اما در سال 1332 وی تبرئه شد و به فرمانداری روم اعزام شد. در زمان حیات ابوسعید، حسن بزرگ نیز توسط غیاث الدین فراخوانده شد تا به توقف تخلفات مالیاتی در شرق ایران کمک کند.

## ازدواج و فرزندان
در سال ۷۲۳، بغداد خاتون دختر زیبا و بااستعداد امیرچوپان را به همسری برگزید، در ۷۲۵ ابوسعید عاشق بغدادخاتون (با اینکه با شیخ حسن ازدواج کرده بود) شد و او را از پدرش امیرچوپان خواستگاری کرد، امیرچوپان به ناچار دخترش و شیخ حسن را به قراباغ فرستاد تا از ابوسعید دور باشند. ابوسعید در ۷۲۸ امیر چوپان و دیگر پسرانش را کشت و شیخ حسن مجبور شد از زنش (که گفته می‌شود خیلی دوستش داشت) جدا شود تا ابوسعید با بغدادخاتون ازدواج کند، به عنوان پاداش شیخ حسن به عنوان امیرالامراء (قدرتمندترین منصب مهم نظامی و فرمانداری لشکریان در کل ایلخانان) منصوب و یک دختر با اصل و نسب بسیار زیاد زیباروی به عنوان‌ همسر و نیمی از دارایی ها و اموال بسیار زیاد عظیم امیرچوپان بهش داده شد و در نزد ابوسعید که اکنون بدون امیرچوپان با اقتدار فرمان می‌راند تقرب بسیار پیدا کرد.

ده سال بعد شیخ حسن در تبریز مستقر شد و با دلشاد خاتون یکی دیگر از همسران ابوسعید که برادرزاده بغداد خاتون (همسر سابق خود و همسر ابوسعید) بود ازدواج کرد و دلشاد سه پسر برای او بدنیا آورد.
- سلطان اویس جلایر
- امیر قاسم
- امیر زاهد

## پادشاه سازی

### حکومت آرپا خان
پس از مرگ ابوسعید در سال 1335، چندین گروه بر سر تاج و تخت ایلخانی به رقابت پرداختند. حسن در تمام دوران سلطنت آرپا بی طرف بود و فرمانده عالی سپاه ایلخانان شد. اما حکومت آرپا مورد قبول بخشی از اویرات قرار نگرفت که رهبر آنها و والی بغداد - علی پادشاه عموی ابوسعید بود و نقشه های خود را برای تاج و تخت داشت. او با ادعای اینکه دلشاد خاتون همسر ابوسعید هنوز باردار است، موسی، نوه بایدو را به عنوان وارث برحق تاج و تخت بزرگ کرد. رقابت سنتی اویرات با خط اریق بوقا نیز می تواند عاملی برای این شورش باشد.

### حکومت محمد
پس از شکست آرپا توسط علی پادشاه در 29 آوریل 1336 و سپس کشته شدن او در 15 مه 1336، حسن بزرگ فرصت خود را دید و فرزندی به نام پیر حسین از تبریز، نوه منگو تیمور، را برای ادعای این مقام در اتحاد با حاجی توقای، از سُتیدیان مدعی دیار بکر و در مخالفت با علی پادشاه حمایت نمود. پیرحسین در 20 ژوئیه 1336 در آناتولی با عنوان «محمدخان» تاجگذاری کرد و حسن به ایران رفت و معاون خود اریتنه را برای ایفای مقام فرمانداری بجای خود منصوب کرد. بعداً در 24 ژوئیه حسن بزرگ و محمد در مقابل نیروهای موسی خان و علی پادشاه در منطقه علاتاق صف آرایی کردند. موسی شکست خورد و علی پادشاه کشته شد. حسن بزرگ در راه بغداد موسی را تعقیب کرد و خسارات فراوانی برای او ایجاد کرد. سپس به تبریز رفت و محمد را بر تخت نشاند و با نوه چوپان و همسر ابوسعید دلشاد خاتون که دختر ابوسعید را باردار بود ازدواج کرد.
در همین حال، امرای خراسان، نامزد خود را برای مقام ایلخانی، طغا تیمور، برگزیدند. طغا در سال 1337 برای تسلط بر غرب ایران به راه افتاد. آذربایجان و عراق عجم را تسخیر کرد. در ماه مارس به سلطانیه، پایتخت سابق ایلخانان رسید و حسن بزرگ به اران عقب نشینی کرد. نیروهای موسی که در ابتدا با طغا می جنگیدند، اکنون به طغا پیوستند. طغا و موسی در 15 ژوئن 1337 با حسن بزرگ در صغورلوق در منطقه مراغه مقابل هم قرار گرفتند. حسن آنها را شکست داد، کمی بعد شیخ علی، امیر موسی و شیخ علی امیر طغاتیمور، را به اسارت گرفت و در 10 ژوئیه 1337 آنها را اعدام کرد. با تثبیت موقعیت محمد و حسن، اریتنه به فرمانداری آناتولی منصوب شد. حسن زمستان 1338 را در مغان گذراند.
با این حال، اندکی بعد، چند تن از نوادگان چوپان به سرپرستی نوه‌اش حسن کوچک متحد شدند که از برده‌ای به نام قره جوری برای جعل هویت پدرش تیمورتاش برای مشروعیت بخشیدن به آرمان او استفاده کرد. وقتی اریتنه به او از ظهور «تیمورتاش کاذب» در قره حصار هشدار داد، حسن واقعاً توجهی نکرد. چوبانیان در 25 ژوئیه 1338 در نوشهر در منطقه الطاق با حسن بزرگ جنگیدند. حسن بزرگ شکست خورد و خان دست نشانده او، محمد، کشته شد.

### حوکمت طوغاتیمور، جهان تیمور، ساتی بیگ و سلیمان
مدت کوتاهی پس از شکست از چوبانیان، قره جوری توسط حسن کوچک برکنار شد و بعداً توسط حسن بزرگ شکست خورد. در اواخر سال 1338 صلح اعلام شد، حسن بزرگ آذربایجان را به حسن کوچک و آناتولی را به مالک اشرف واگذارد. علیرغم همه ضررها، حسن بزرگ کنترل دیار بکر، عراق، خوزستان و بغداد را حفظ کرد. با این وجود، او به دنبال خلاصی از تهدید چوبانی بود. او تاج و تخت ایلخانی را به طغا تیمور که در اوایل سال 1339 حمله کرد، پیشنهاد داد. اما حسن کوچک ساتی بیگ را برای ازدواج پیشکش کرد و وقتی طغا به گرمی به این پیشنهاد پاسخ داد، نامه هایی را به حسن بزرگ فرستاد و استان عراق عرب را تحویل داد. حسن بزرگ، خشمگین شد، لشکرکشی خود را برای حمایت از طغا، که در تابستان همان سال مجبور به عقب نشینی شد، متوقف کرد.
حسن بزرگ پس از رها کردن طغا تیمور، جهان تیمور، نوه گایخاتو را به عنوان ایلخان در نزدیکی همدان شناخت. درگیری با چوبانیان دوباره به جوش آمد و حسن بزرگ و جهان تیمور در نبرد در جغاتو با حسن کوچک و دست نشانده جدیدش سلیمان خان روبرو شدند. در آنجا حسن بزرگ در ۲۶ ژوئن ۱۳۴۰ شکست خورد. او به بغداد گریخت. به دنبال آن جهان تیمور را عزل کرد. با ادامه فشار چوپانیان، حسن بزرگ این بار به سلطنت ممالیک روی آورد. او در ازای کمک نظامی ممالیک و تصرف آذربایجان برای خود به آنها بغداد و دیار بکر را وعده داد. در سال 1341، ستید برهشین (پسر حاجی صوغای) و ابراهیمشاه (برادرزاده حاجی طوغای) به عنوان فرستاده به حلب، دربار النصیر فرستاده شدند. این اتحاد در ابتدا موفقیت آمیز بود، اما بعداً به لطف حیله گری حسن کوچک شکسته شد. وی به فرمانروای ارتوقی ماردین مالک الصالح دستور داد تا نامه ای به سلطان مملوک در مورد آتش بس ادعایی جلایریان با چوبانیان بنویسد و توصیه کند به حسن بزرگ کمک نکند. در مقابل، به مالک قول داده شد که به دامادش ابراهیم شاه ستید، به جای حاجی طوغای طرفدار جلایری، دیار بکر اعطا شود.
حسن بزرگ مدتی دوباره به ولایت طغا تیمور پی برد و به نام او سکه ضرب کرد. پس از اینکه در سال ۱۳۴۴ طغا را به رسمیت نشناخت، همچنان خود را مستقل اعلام نکرد و با عنوان اولوس بیگ به عنوان یک فرماندار صرف حکومت کرد و به سادگی تاج و تخت ایلخان را خالی گذاشت. با این وجود، این آغاز حکومت عملا مستقل جلایری است.
حسن بزرگ در بقیه دوران سلطنت خود به مقابله با چوبانیان پرداخت. او موفق شد با سورگان عموی حسن کوچک و همچنین والی دیاربکر و سلطنت مملوک ائتلاف کند، اما سورگان به زودی متقاعد شد که این اتحاد را کنار بگذارد و مملوک ها اندکی بعد عقب نشینی کردند. او همچنین به یکی دیگر از عموهای حسن کوچک، یاگی باستی، و همچنین مسعود شاه اینجویی، در تلاش برای اخراج پیرحسین، پسر عموی حسن کوچک، از شیراز، کمک کرد. قتل حسن کوچک در سال ۱۳۴۳ تسکین چندانی نداد، زیرا برادرش ملک اشرف در سال ۱۳۴۷ لشکری را برای فتح بغداد فرستاد. اما نیروهای جلایری خسارات سنگینی به این نیرو وارد کردند که تا تابستان مجبور به عقب نشینی شد. در حالی که ملک اشرف و چوبانیان تا سال ۱۳۵۷ باقی ماندند، تهدید آنها برای جلایریان کاهش یافت. حسن بزرگ همچنان نقش مؤثری در سیاست ایران داشت. او به ابواسحاق اینجویی در برابر مظفریان کمک کرد و به او کمک کرد تا در سال ۱۳۵۳ حکومت خود را در اصفهان بازگرداند. اما آنها در سال ۱۳۵۷ مظفریان را نابود کردند.
حسن بزرگ در ژوئیه ۱۳۵۶ درگذشت و در نجف به خاک سپرده شد. پس از او پسرش شیخ اویس جلایر به حکومت رسید.

## خانواده
او حداقل دو بار ازدواج کرده بود:
- بغداد خاتون (ازدواج ۱۳۲۳، طلاق در ۱۳۲۷) - دختر امیرچوپان، در سال ۱۳۲۷ با ابوسعید ازدواج کرد.
- دلشاد خاتون (ازدواج ۱۳۳۷) - دختر دمسق کاجا (پسر چوپان) و تورسین خاتون (دختر ایرینجین و کنچک خاتون)

شیخ اویس جلایر (۱۳۴۲ - ۱۳۷۴)
امیر قاسم (متوفی ۱۳۶۷)
امیر زاهد (زادهٔ ۳ مرداد ۱۳۵۱ - درگذشتهٔ ۱۳۷۱)
- دختر امیر محمد اویرات برادر علی پادشاه (متوفی ۱۳۳۸)

با همسران یا صیغه های ناشناس:
- یک دختر با امیر یوسف شاه - فرماندار مغان و بروم - ازدواج کرد
- امیر ایلکان - از فرماندهان ارتش جلایری
- وفا قوتلوق - ازدواج با قره محمد قره قویونلو توسط سلطان احمد جلایر[۴]

## میراث
به نظر می رسید که حسن بزرگ قصد بازگرداندن وحدت به ایلخانان را دارد. گواه این امر این است که وی در تمام عمر خود از لقب اولوس بیگ استفاده کرد و به جای اینکه به نام خود حکومت کند چندین مرد را به عنوان ایلخان تربیت کرد. علاوه بر این، او تلاش کرد تا ایران را متحد کند. او برای مثال، محمد اولی مولایی را به عنوان استاندار خراسان فرستاده بود. دومی بعداً توسط ارغون شاه فرمانده نظامی طغا تیمور اعدام شد. او در تلاش برای حفظ ایلخانان، در نهایت با شکست مواجه شد و با جلوگیری از نفوذ بیشتر نیروهای دیگر مانند چوبانیان، به نوعی به تجزیه آن سرعت بخشید. با این حال، او دولت قدرتمندی را تأسیس کرد که بیش از نیم قرن بر عراق و بخش‌هایی از ایران حکومت کرد، دولتی که در زمان جانشین او شیخ آویس حتی قدرتمندتر شد.
از حسن بزرگ نیز دوستی با صفی الدین اردبیلی (متوفی ۱۳۳۴) از طریقت اردبیلی به یادگار مانده است. این امر به نهضت صفویه تبدیل شد و نوادگان اردبیلی سلسله صفویه را تأسیس کردند. پس از مرگ حسن بزرگ، جلایریان همچنان روابط حسنه خود را با فرقه اردبیلی حفظ کردند. بعدها، بسیاری از دستاوردهای حسن بزرگ به دوستی وی با صفی الدین مربوط می شود.